# Harburger Transporter
Als Harburger Transporter wird eine Baureihe von Kleintransportern bezeichnet, die unter dem Markennamen Tempo, Hanomag, Hanomag-Henschel und zuletzt Mercedes-Benz vertrieben wurde. Als offizielle Typenbezeichnung wurde der Begriff nicht verwendet.

## Geschichte

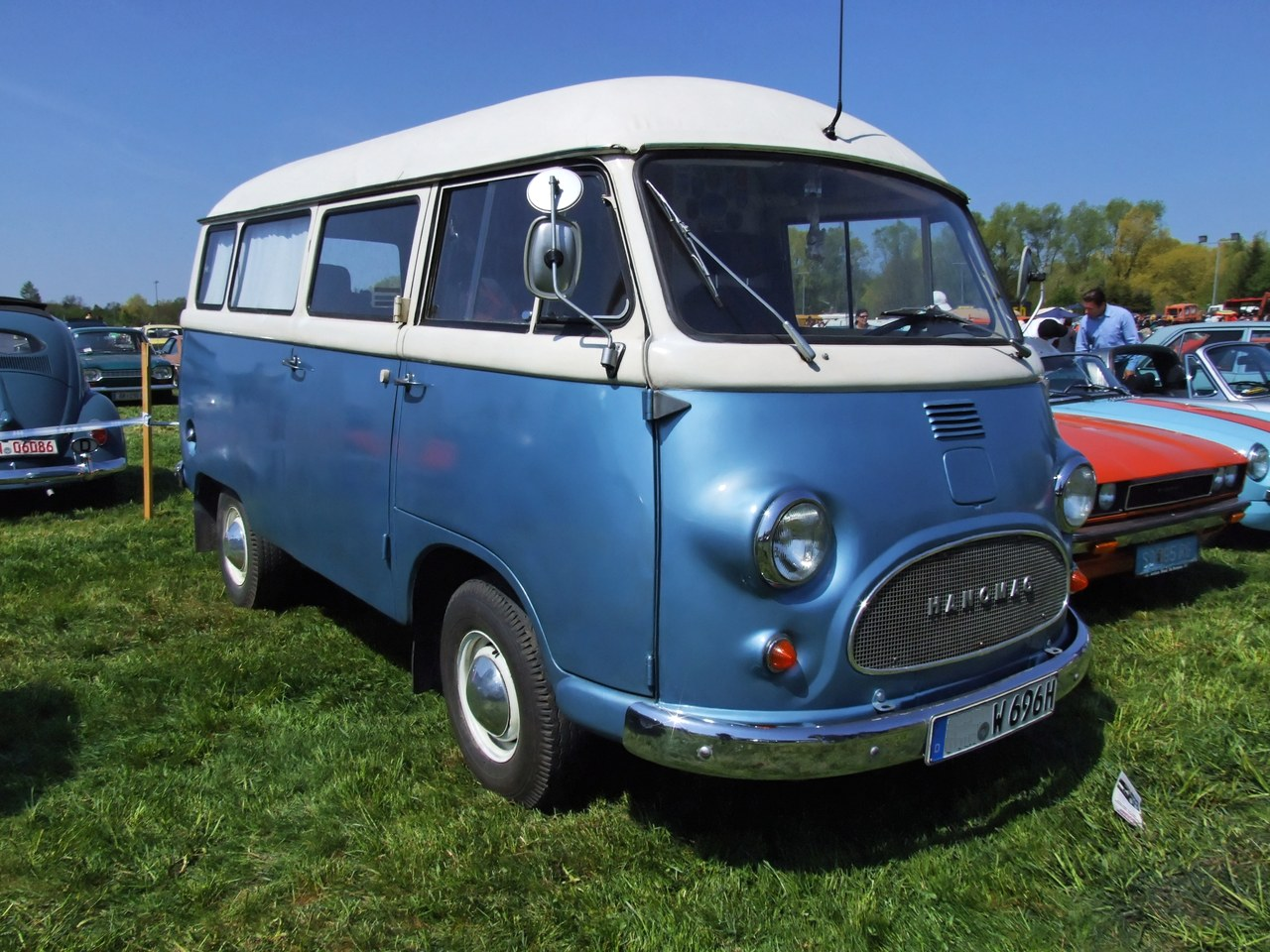
Matador

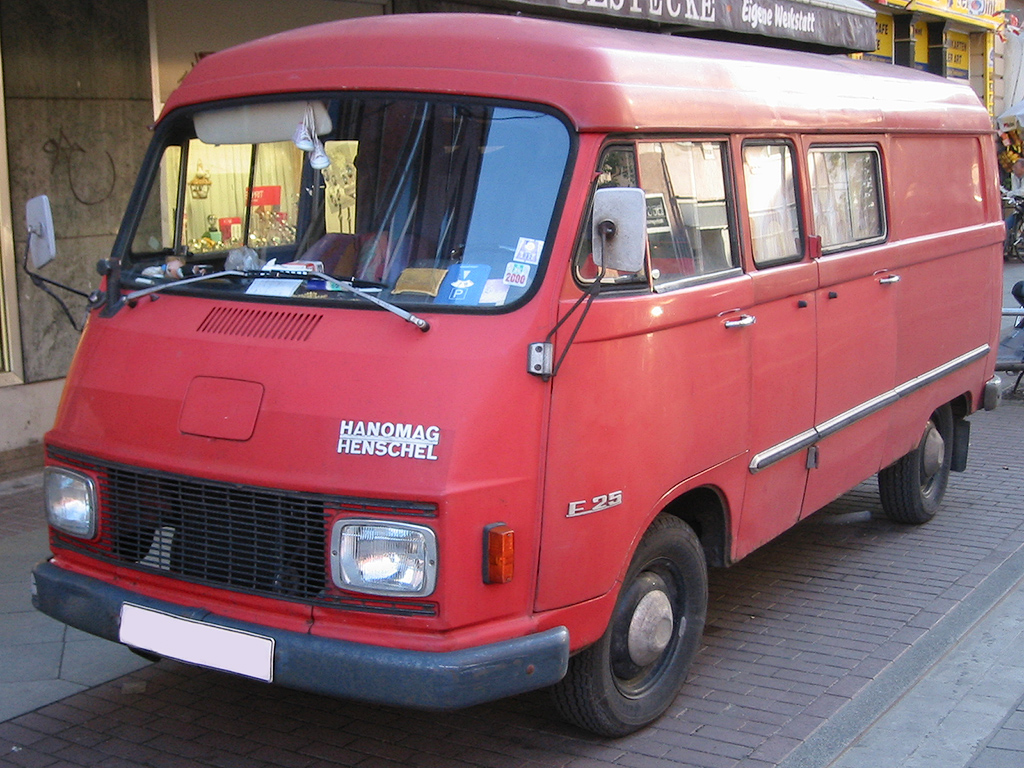
Hanomag-Henschel F 25 mit langem Radstand und linker Seitentür

Basis des Fahrzeugs war das Modell Matador der Firma Tempo in Hamburg-Harburg. Nachdem Tempo 1965 von Hanomag übernommen worden war, wurden die Fahrzeuge ab 1966 als Rheinstahl-Hanomag produziert. 1967 erhielt der Matador eine neue Karosserie mit weniger rundlicher Front und Rechteckscheinwerfern. Er wurde unter den Namen Hanomag F 20, F 25, F 30 und F 35 angeboten. 1969 fusionierten Hanomag und Henschel, die beiden Nutzfahrzeughersteller der Muttergesellschaft Rheinstahl. Die Fahrzeuge wurden fortan unter der Marke Hanomag-Henschel verkauft. Da das Werk in Hamburg-Harburg mit der Produktion der Transporter ausgelastet war, wurden die Modelle ab 1969 zusätzlich im ehemaligen Borgward-Werk in Bremen-Sebaldsbrück gebaut, das die Rheinstahl-Hanomag aus der Konkursmasse von Borgward übernommen hatte.
Bereits ein Jahr später, 1970, übernahm Daimler-Benz Hanomag-Henschel. Der Transporter wurde nun auch als Mercedes-Benz-Modell angeboten. Die Hanomag-Henschel- und die Mercedes-Modelle waren bis auf Schriftzüge sowie Marken- und Typenbezeichnungen weitgehend baugleich („Badge Engineering“), Unterschiede bestehen jedoch in technischen Details, zum Beispiel den Bremsen.
Für Daimler-Benz waren die Harburger Transporter eine willkommene Abrundung des vorhandenen Transporter-Programms nach unten, in dieser Größenklasse war man bis dahin nicht vertreten gewesen. Die Mercedes-Fahrzeuge erhielten die Typbezeichnungen L 206 D, L 207, L 306 D und L 307.
1973 erfolgte eine Weiterentwicklung des Hanomag-Henschel-Transporters. Die Aufhängung des Fahrerhauses wurde überarbeitet, neue Gummielemente verhinderten das bisher übermäßige Neigen der Kabine in Kurven. Neben Überarbeitungen der Instrumententafel kam es als Sparmaßnahme zum Wegfall der Kurbelfenster, die durch Schiebefenster ersetzt wurden. Von nun an gab es eine Zweikreisbremse mit Bremskraftregelung an der Hinterachse. Der Tank wurde auf 60 Liter vergrößert. Das äußere hingegen blieb nahezu unverändert.
Die Produktionszahlen des Harburger Transporters erreichten nie die Größenordnung der wichtigsten Konkurrenten wie etwa des VW-Transporters oder des Ford Transit. 1975 wurden die letzten Fahrzeuge unter der Bezeichnung Hanomag-Henschel gebaut, unter dem Namen Mercedes-Benz lief die Fertigung bis 1977. Bajaj Tempo baute das Modell in Indien unter der Bezeichnung Force Matador. Als Nachfolger brachte man 1977 den hinterradgetriebenen „Bremer Transporter“ Mercedes-Benz T 1 auf den Markt. Ein dem Harburger Transporter ähnliches Fahrzeug mit Doppelrohrrahmen und Frontantrieb bot Daimler-Benz erst 1988 wieder an, indem sie den spanischen Mercedes-Benz MB 100 auf dem deutschen Markt einführte. Dieser geht aber ursprünglich auf den in Spanien von IMOSA in Lizenz gebauten DKW-Schnellaster zurück.

## Technische Merkmale

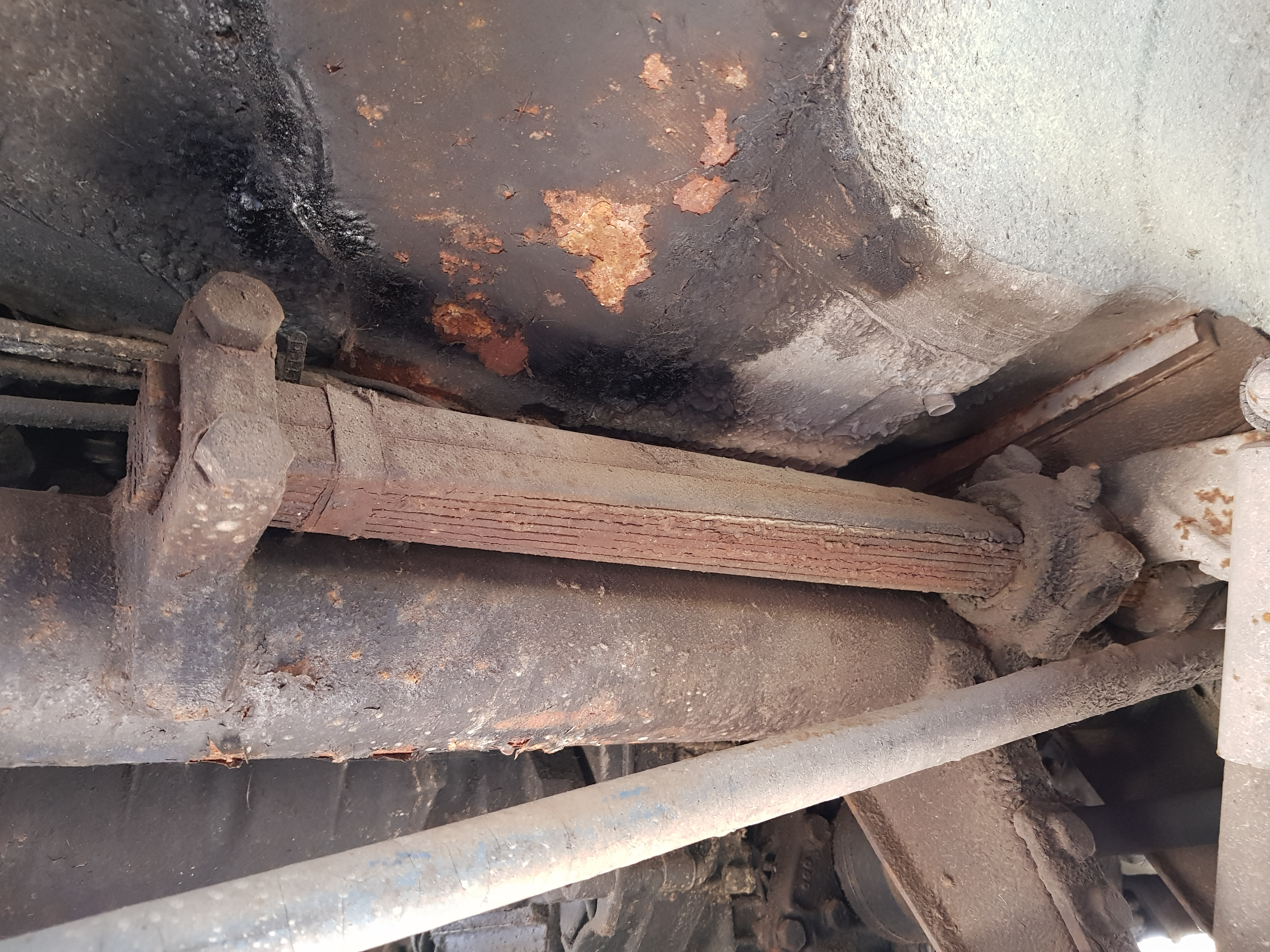
Federstabbündel in der Vorderradaufhängung, links

Die Harburger Transporter hatten Frontmotor und Frontantrieb und ein Fahrgestell mit zwei Rohren, die hinter dem Fahrerhaus nach außen gekröpft waren. Die Vorderräder waren an doppelten Dreieckslenkern mit Drehstabfederung (offen längsliegende Federstabbündel) aufgehängt. Die Längslenker-Hinterrachse mit Drehstabfederung durch ein Federstabbündel ermöglichte einen durchgehenden ebenen, niedrigen Ladeboden; zwei Spurvarianten wurden angeboten. Nachdem Mercedes Hanomag-Henschel übernommen hatte, wurde als Hinterachse eine Starrachse an Blattfedern verwendet. Dafür wurden die Rahmenrohre hinter dem Fahrerhaus etwas nach außen gekröpft, um den Abstand zu vergrößern. Die einfache Konstruktion war kostengünstig. Erhältlich waren Diesel- und Ottomotoren. Die Dieselmotoren kamen zunächst von Hanomag mit dem D301 mit 50 PS (37 kW), nach der Übernahme durch Daimler-Benz wurden Mercedes-Benz-Motoren vom Typ OM615 mit 55 PS (40 kW) oder 60 PS (44 kW) eingebaut. Die Ottomotoren mit 54 PS (40 kW), später 70 PS (55 kW) wurden vom britischen Hersteller Austin zugekauft. Das zulässige Gesamtgewicht lag zwischen 2000 kg und 3550 kg. Die Harburger Transporter wurden als Kleinbus und Kastenwagen in unterschiedlicher Höhe und Länge angeboten. Pritschenwagen wurden als Einfach-, Doppel- und Dreifach-Kabinen mit Hoch- oder Tiefpritschen mit unterschiedlicher Spurbreite gebaut. Aufbauhersteller boten Verkaufswagen und Wohnmobile an.

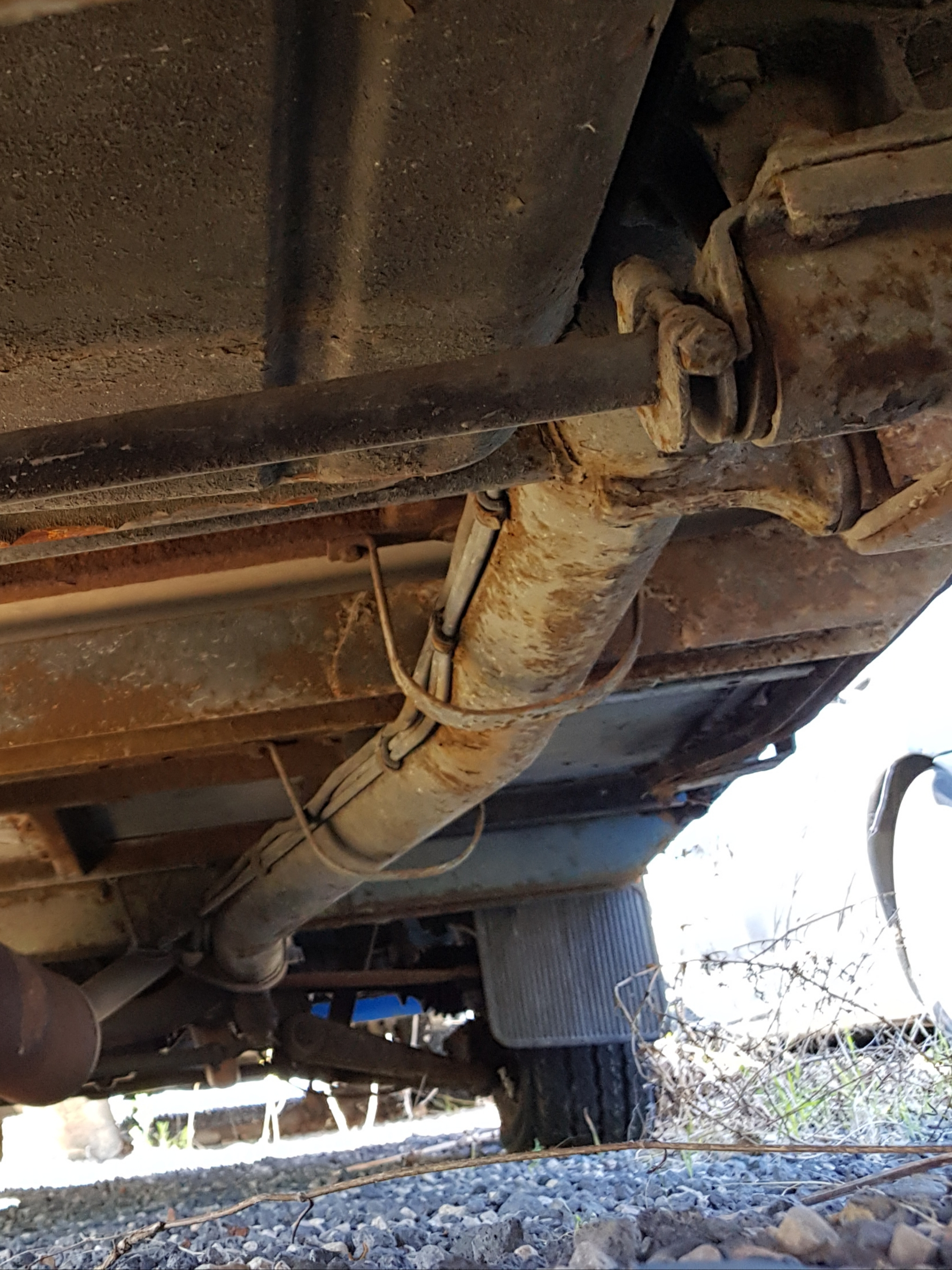
Fahrgestell L 306 D: das gekröpfte Rohr
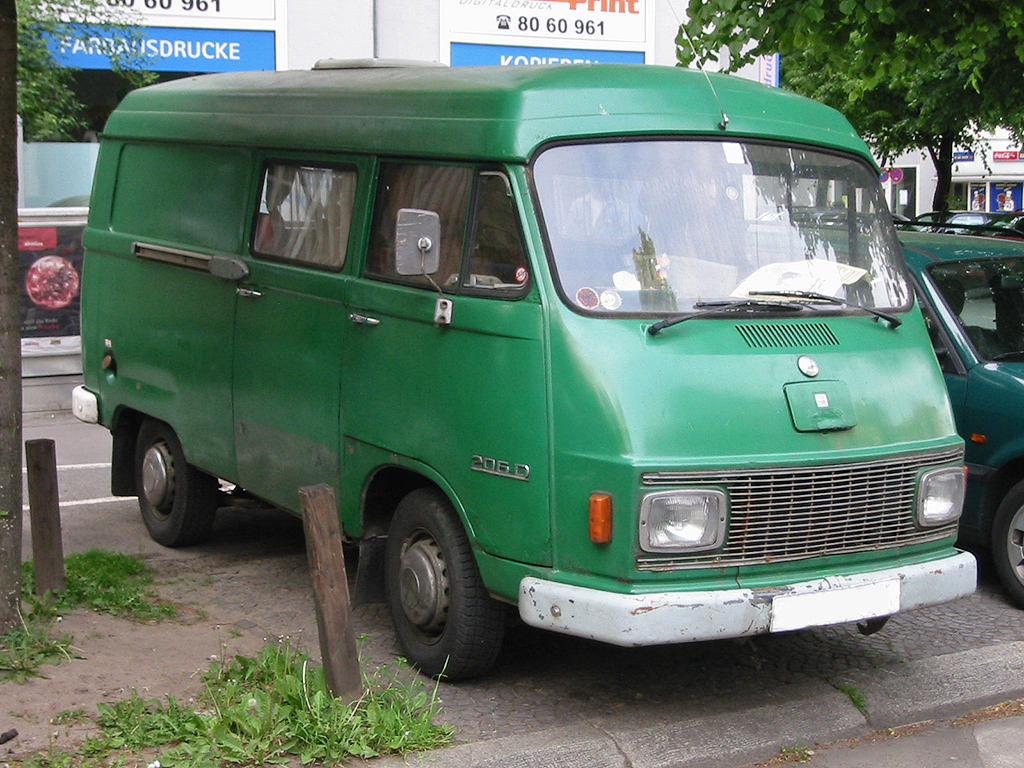
Mercedes-Benz L 206 D, Transporter
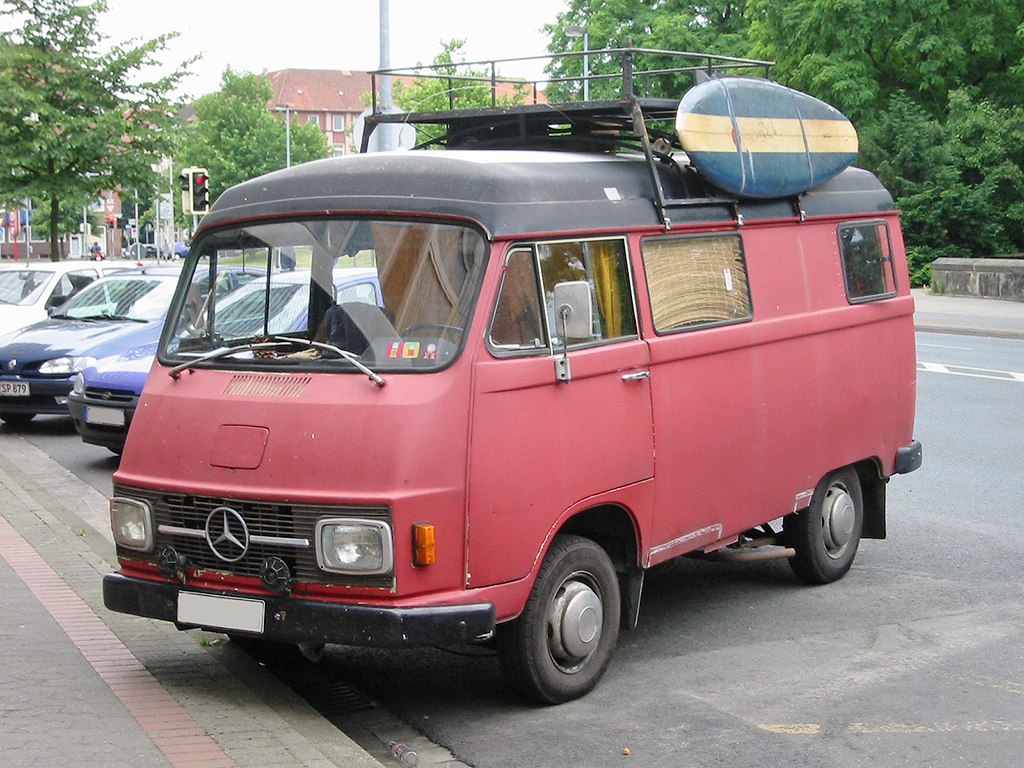
Mercedes-Benz L 206 o. 207, genutzt als Wohnmobil
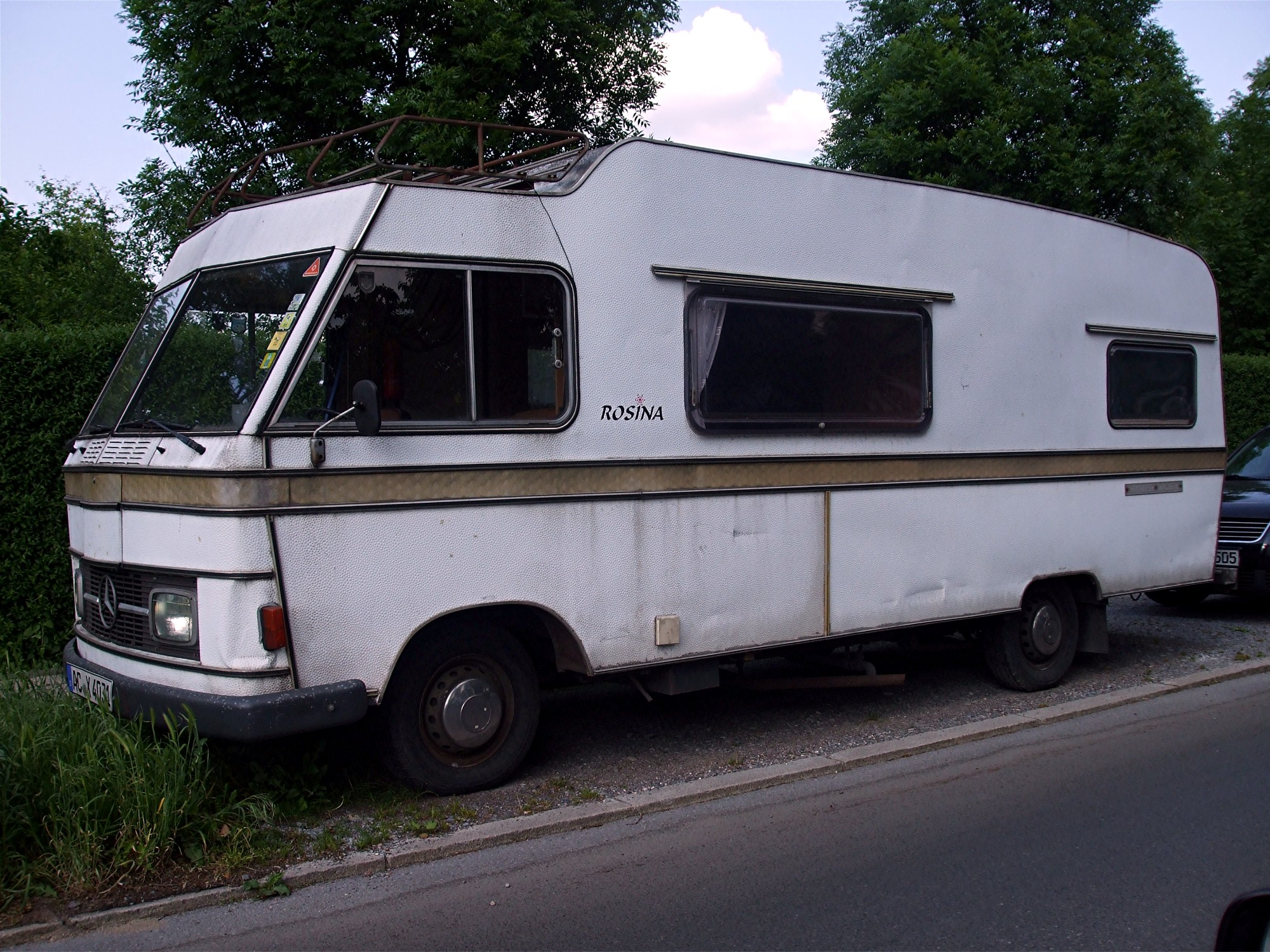
Wohnmobil von Hymer (mit Breitspurhinterachse)
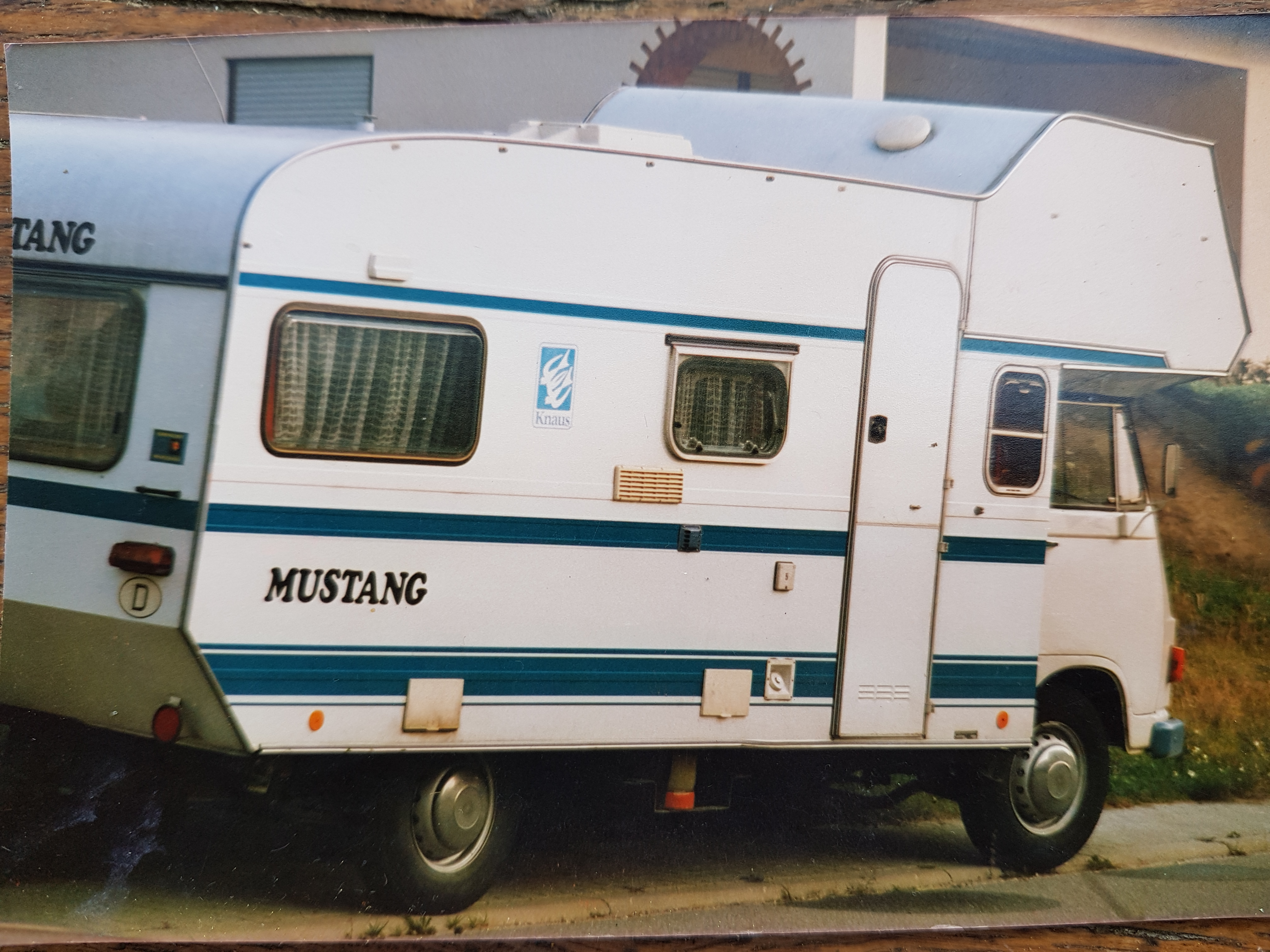
Wohnmobil Eigenbau auf L 306 D
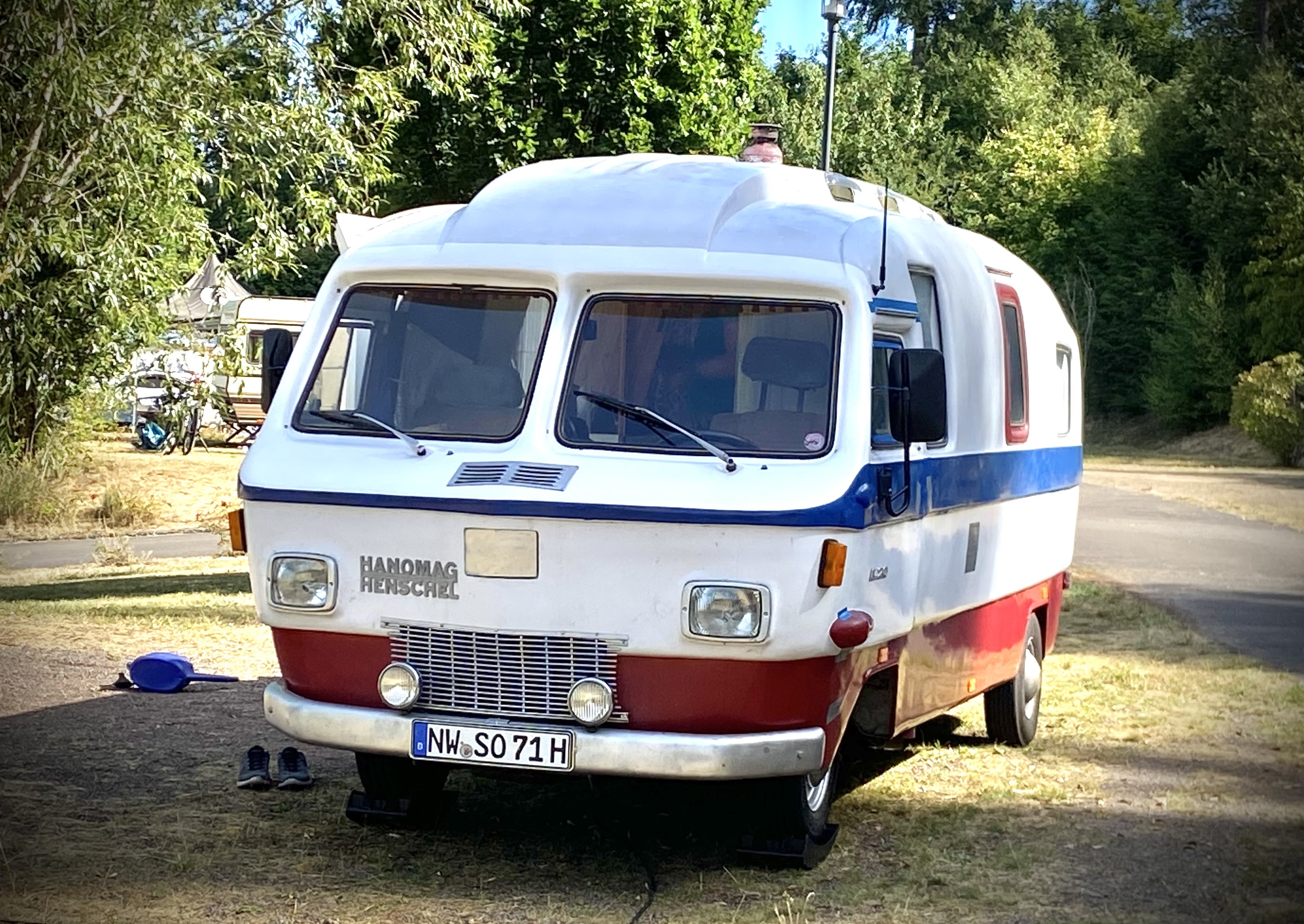
Wohnmobil Orion I auf Hanomag-Henschel F 20 (1971)
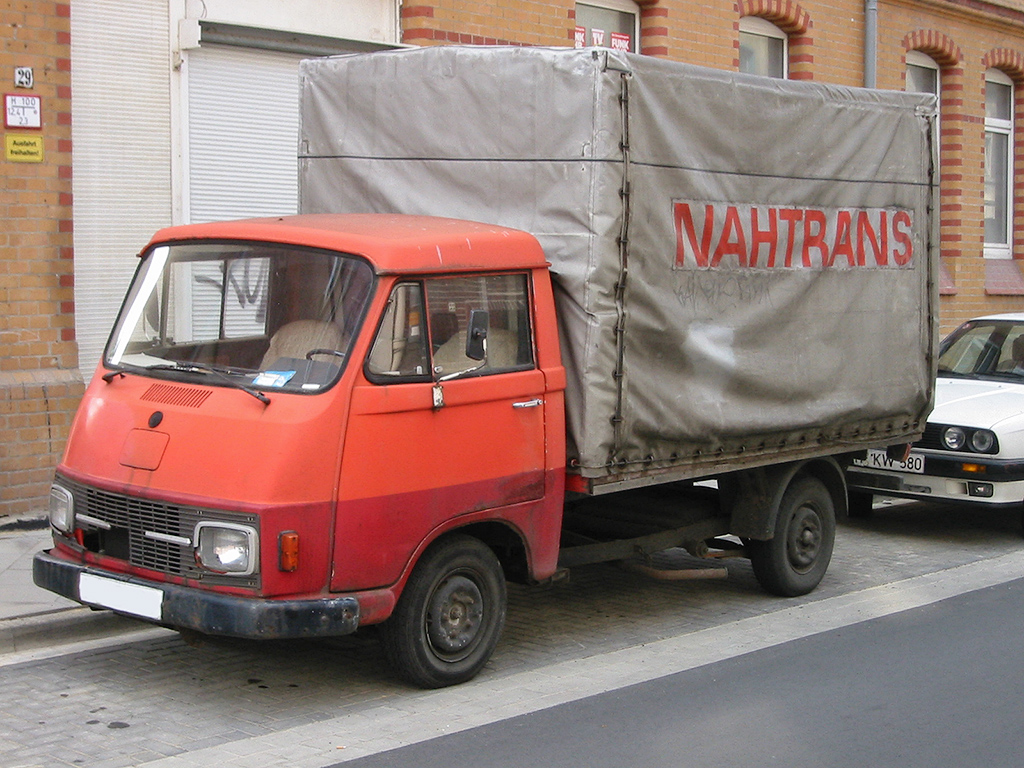
Pritschenwagen (Hochpritsche)
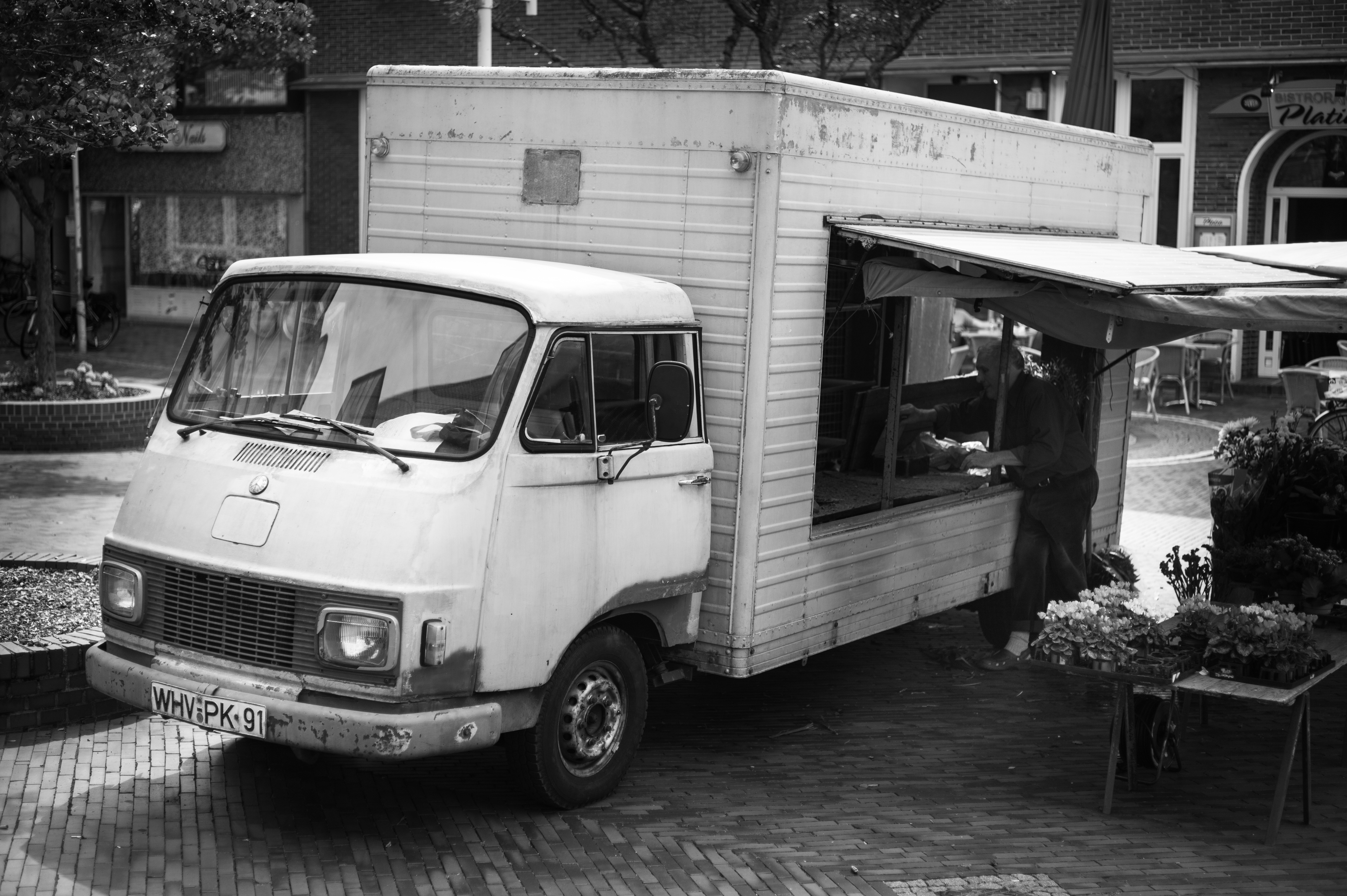
Verkaufswagenaufbau auf Pritschenfahrgestell
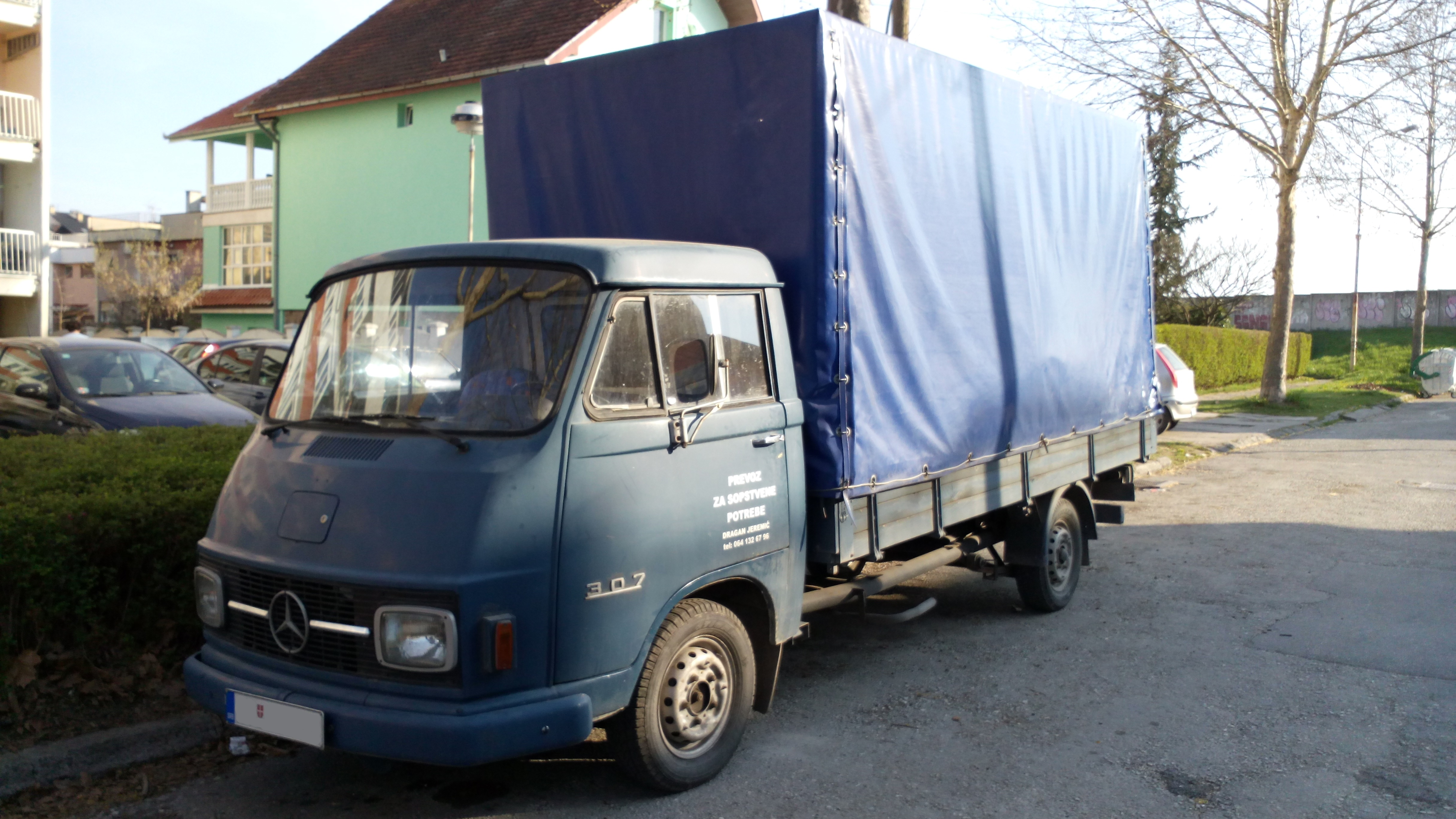
Mercedes-Benz-Version des Harburger Transporters